# Dio Disciples
Dio Disciples es una banda tributo a Ronnie James Dio, fundada por varios exmiembros de su banda solista y amigos cercanos a él que decidieron crear la agrupación en 2011, actuando y tocando temas suyos e integrada actualmente por el guitarrista Craig Goldy, el bajista Bjorn Englen, el teclista Scott Warren, el baterista Simon Wright y los vocalistas Tim Owens y Oni Logan. 
La banda interpreta un set list basado en canciones clásicas de Dio, tanto de su época en Black Sabbath, como de su paso por Rainbow, así como de su carrera en solitario.
Sus conciertos son simplemente una celebración de la música y el legado de Ronnie James Dio, una manera de rendirle tributo a quien en otro tiempo fuera su jefe.
- Datos: Q14531674
- Multimedia: Dio Disciples / Q14531674